# (408) Fama
(408) Fama est un astéroïde de la ceinture principale découvert par Max Wolf le 13 octobre 1895. Il fut nommé après Fama, la déesse romaine. 